# Cimerios

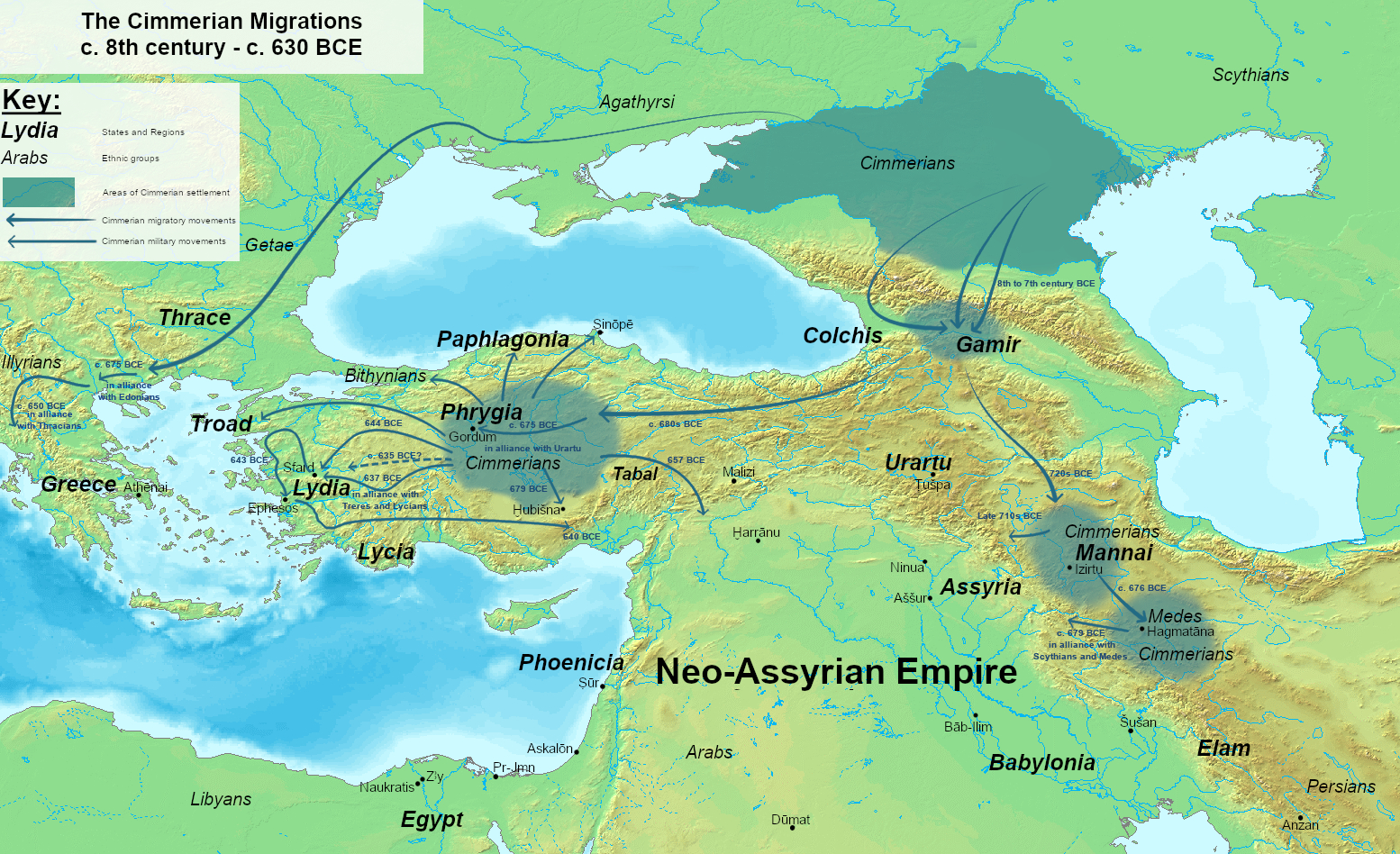
Las migraciones cimerias a través de Asia Occidental

Los cimerios o gómeres eran antiguos nómadas ecuestres que, según el historiador griego Heródoto (siglo V a. C.), habitaban originariamente en la región norte del Cáucaso y el mar Negro, en la actual Rusia y Ucrania, entre el siglo VIII a. C. y el siglo VII a. C.
Registros asirios además los ubican en la región de Azerbaiyán en el 714 a. C.
Los propios cimerios no dejaron registros escritos, y la mayor parte de la información sobre ellos procede de los registros del Imperio neoasirio de los siglos VIII a VII a. C. y de autores del mundo grecorromano del siglo V a. C. y posteriores.

## Orígenes
Sus orígenes son oscuros, podrían ser tanto indoeuropeos como urálicos o túrquicos. Su idioma se considera que podría estar emparentado con el tracio o con las lenguas iranias.
La «hipótesis tracia» está basada en el hecho de que el autor griego Estrabón relaciona en un pasaje a los treri con los tracios y en otro con los cimerios. La «hipótesis irania», por otro lado, argumenta que la cultura material de los cimerios en Asia Menor es indistinguible de la contemporánea de los escitas; adicionalmente, los términos asirios Gimirri (cimerio) y persa Saka (escita) son usados como sinónimos en fuentes del antiguo Oriente Próximo, notoriamente en la famosa Inscripción de Behistún. Por estos dos motivos, muchos expertos, incluyendo al ruso Askold Ivancik, suponen su relación próxima con los escitas. De todas maneras, aun si los cimerios fueran tracios, o pertenecientes a alguna desconocida rama indoeuropea o no indoeuropea, podrían haber tenido una clase irania dominante, como fue el caso de los escitas. A comienzos del siglo XX fueron asociados con los protoindoeuropeos.
Muy poco se sabe arqueológicamente de los cimerios de la costa septentrional del mar Negro. Se ha sugerido que constaba de la llamada cultura de catacumbas de la Rusia meridional, que parece haber sido derrocada por la cultura Srubna que avanzaba desde el Extremo Oriente. Esto concordaría con el relato griego de cómo los cimerios fueron desplazados por los escitas. Algunos restos arqueológicos encontrados en Ucrania y el norte del Cáucaso han sido relacionados con los cimerios. Los mismos son de un estilo claramente diferente tanto de los posteriores escitas como de los anteriores Yamna/Kemi-Oba.
También en la Biblia el profeta Ezequiel relata en el año 593 a. C. que Gog (los escitas) de las tierras de Magog (estepas del Turquestán) dirigía los ataques de conquista contra varios pueblos del Medio Oriente. En el idioma acadio estos nombres son Gugu  y Mat Gugu. Sin embargo, la expulsión de la cultura de las catacumbas data del segundo milenio antes de Cristo, varios siglos antes de que haya registros de la aparición de los escitas en Asia; las diferencias de fechas son difíciles de reconciliar. Gómer, Nieto de Noé y primer hijo de Jafet mencionado por nombre; nació después del Diluvio, es probable que haya sido el antecesor de los cimerios. Él y sus hijos —Askenaz, Rifat y Togarmá— aparecen entre “las familias de los hijos de Noé según sus descendencias familiares”; de estas familias se esparcirían las naciones. (Gé 1, 2; 10:3, 32. 1Cr 1:4, 5). Su nombre aparece en la profecía de Ezequiel concerniente al ataque de “Gog de la tierra de Magog” contra el pueblo reunido de Jehová (una profecía que terminó de escribirse hacia 591 a. C.), “Gómer y todas sus partidas” aparecen entre las fuerzas de Gog, junto con Togarmá “de las partes más remotas del norte, y todas sus partidas”. (Eze 38:2-8)

## Relatos históricos

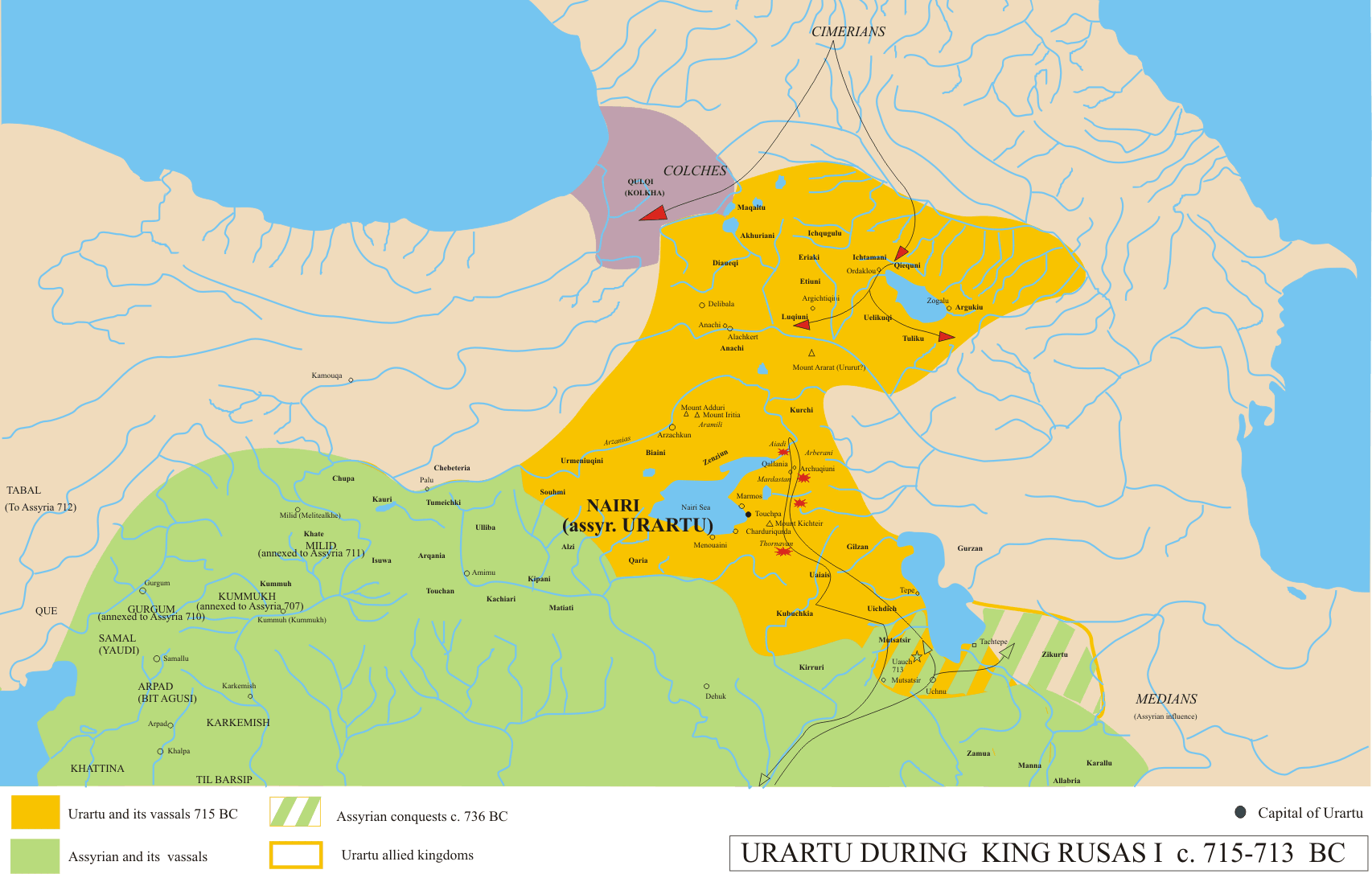
Invasiones cimerias de la Cólquida, Urartu y Asiria, durante el reinado de Rusa I.

El primer registro histórico de los cimerios aparece en los anales de Asiria en el año 714 a. C. Allí se describe cómo un pueblo denominado Gimirri ayudó a las fuerzas de Sargón II a vencer al reino de Urartu. Su tierra original, llamada Gamir o Uishdish, parece haber estado ubicada dentro del Reino de Mannai. El geógrafo Claudio Ptolomeo ubicaría luego la ciudad cimeria de Gómara en esta región.
Algunos autores modernos sostienen que los cimerios eran mercenarios, que los asirios conocían como Khumri, reubicados allí por Sargón. Otros los relacionan con la cultura del vaso campaniforme de cerámica adjudicados a mercaderes cimerios que llegaron hasta Europa. Sin embargo, relatos griegos posteriores describen a los cimerios viviendo previamente en las estepas, entre los ríos Tyras (Dniéster) y Tanais (Don). Los mismos son descriptos en el Libro 11 de la Odisea de Homero como habitantes de una tierra de niebla y oscuridad al borde del mundo, en la costa del Océano. Varios reyes cimerios son mencionados en fuentes griegas y de la Mesopotamia, incluyendo Tugdamme (Lígdamis de Naxos en griego; mediados del siglo VII a. C.), y Sanda Kshatra (finales del siglo VII a. C.).
De acuerdo con las Historias de Heródoto (años 440 a. C.), los cimerios habrían sido expulsados de las estepas en algún punto del pasado por los escitas. Para asegurar el entierro en su tierra ancestral, los hombres de la familia real cimeria se dividieron en grupos y lucharon entre sí hasta la muerte. Los campesinos cimerios enterraron los cuerpos a lo largo del río Tyras y huyeron de la avanzada escita, a través del Cáucaso hasta Anatolia y el Oriente Próximo. Su influencia parece haberse extendido desde Mannae hacia el este a través de los asentamientos medos de los montes Zagros, y al sur hasta el Elam.
Las migraciones de los cimerios fueron registradas por los asirios, cuyo rey, Sargón II, murió en batalla contra ellos en 705 a. C. Subsecuentemente los registros sobre este pueblo apuntan su conquista de Frigia en 696-695 a. C., lo que llevó al rey frigio Midas a envenenarse antes de ser capturado. En 679 a. C., durante el reinado de Esarhaddon de Asiria, atacaron Cilicia y Tabal (o Tubal) bajo su nuevo líder Teushpa. Esarhaddon los derrota cerca de Hubushna (tentativamente identificada con la moderna Capadocia).
En el 654 o 652 a. C. —la fecha exacta no es clara— los cimerios atacaron el reino de Lidia,[cita requerida] matando al rey lidio Giges y causando gran destrucción en Sardes, la capital Lidia. Regresaron diez años más tarde durante el reinado del hijo de Giges Ardis II y esta vez capturaron la ciudad, con la excepción de la ciudadela. La caída de Sardes fue un gran golpe a los poderes de la región. Los poetas griegos Calino y Arquíloco registraron el pavor que este hecho inspiró en las colonias griegas de Jonia, algunas de las cuales fueron hostigadas por asaltantes cimerios y de Treres.
La ocupación cimeria de Lidia fue, sin embargo, breve, posiblemente debido a un brote de plaga. Entre los años 637 y 626 a. C. fueron derrotados por Aliates II de Lidia.[cita requerida] Esta derrota marcó efectivamente el fin del poder cimerio. El término Gimirri fue usado cerca de una centuria después en la Inscripción de Behistún (515 a. C.) como un equivalente babilonio del persa saka (escitas), pero no existen menciones posteriores de los cimerios en Asia, siendo su destino final incierto. Se ha especulado que se asentaron en Capadocia, conocida en armenio como Gamir (el mismo nombre que la tierra ancestral cimeria en Mannae). Sin embargo, ciertas tradiciones francas los ubican en la desembocadura del Danubio (Sicambres).

### Cronología
- 721-715 a. C.: Sargón II menciona la tierra de Gamirr, cerca de Urartu.
- 714: suicidio de Rusa I de Urartu, luego de su derrota frente a asirios y cimerios.
- 705: Sargón II de Asiria muere en una expedición contra los kulummu.
- 679/678: Gimirri —bajo el liderazgo de Teushpa— invade Asiria desde Hubuschna (¿Capadocia?). Esarhaddon de Asiria los derrota en batalla.
- 676-674: los cimerios invaden y destruyen Frigia, llegando a Paphlagonia.
- 654 o 652: Giges de Lidia muere en batalla contra los cimerios. Saqueo de Sardes; cimerios y treres saquean las colonias jonias.
- 644: los cimerios ocupan Sardes, pero se retiran poco después.
- 637-626: Los cimerios son derrotados por Aliattes II.
- 593-528: el profeta Ezequiel describe a Gomer; Ciro muere a manos de los escitas masageta.
- c. 515 a. C.: último registro histórico de los cimerios, en la Inscripción de Behistún de Darío I el Grande.

## Idioma
Del idioma de los cimerios, solo unos pocos nombres propios han sobrevivido en inscripciones asirias:
- Te-ush-pa, mencionada en los anales de Esarhaddon, ha sido comparada a la deidad hurrita de la guerra Teshub; otros la interpretan en iraní, con el nombre aqueménida Teispes.[7]
- Dug-dam-me (Dugdammê) rey de los Ummán-Manda (nómadas) aparece en una plegaria de Asurbanipal a Marduk, en un fragmento conservado en el Museo Británico. Otras nomenclaturas incluyen Dugdammi y Tugdammê. Yamauchi (1982) traduce el nombre como iraní, citando el significado Ossetico tux-domaeg que significa ‘gobernando con fuerza’. El nombre aparece como corrupto a Lygdamis en Estrabón.[8]
- Sanda Kshatru, hijo de Dugdamme. Esta es una lectura iraní del nombre, y Mayrhofer (1981) señala que el nombre también podría leerse Sandakurru. Mayrhofer asimismo rechaza la traducción de ‘por pura regencia’ como una mezcla de iraní e indo-ariano. Ivancik sugiere una asociación con Sanda (deidad de Anatolia).

Algunos investigadores han intentado seguir el rastro de varios nombres de lugares hasta sus orígenes cimerios. Se ha sugerido que el nombre de Crimea surgió de los cimerios así como la ciudad armenia de Gyumri. Esto, sin embargo, es una premisa dudosa. El nombre «crimea» se puede relacionar hasta la palabra tártara qirim (literalmente ‘mi estepa’ de ‘mi colina’), y la península fue conocida como Táurica (península de los Táuridas) en la antigüedad.
Los cimerios son usualmente clasificados como un pueblo iranio, pero basándose en fuentes históricas griegas, se asume en ocasiones una asociación tracia o (menos frecuentemente) celta. Según el historiador y orientalista alemán Carl Ferdinand Friedrich Lehmann-Haupt, el idioma de los cimerios podría ser un «eslabón perdido» entre el idioma tracio y las lenguas iranias.

## Posibles filiales cimerias
Los cimerios son considerados como posibles ancestros de numerosos pueblos por algunos investigadores como el asiriólogo Jean Bottéro al encontrar evidencia reciente en tablillas cuneiformes asirias de que los cimerios quedaron fragmentados en tres grupos principales al guerrear contra los escitas, un grupo se quedó en la península de Tamán (estrecho de Kerch) en Crimea, otro emigró al noroeste de los Medos y el resto se asentó en el centro de Turquía donde siglos después se mezclaron con los Gálatas (celtas) invasores en el 390 a. C. Los tracios han sido identificados como una posible rama occidental de aquellos. Modernamente por varios historiadores se han contabilizado cerca de 77 tribus de tracios conocidas. Según Heródoto, ambos pueblos habitaron la costa norte del mar Negro, y ambos fueron desplazados en la misma época por invasores del este. Mientras que los cimerios habrían dejado su tierra ancestral dirigiéndose al este y al sur a través del Cáucaso, los tracios migraron al oeste y el sur hacia los Balcanes, donde establecieron una duradera y próspera cultura. Parte de estas migraciones fueron motivadas por el agotamiento de sus tierras y al cambio climático en las estepas (postglaciación), los desiertos desde hace 10.000 años siguen expandiéndose en distintas partes de la tierra debido a las oscilaciones de la precesión de los equinoccios y otros factores asociados. Los táuridas, habitantes originarios de Crimea, se vinculan en ocasiones a los tracios en sus orígenes.
Si bien los registros históricos de los cimerios solo aparecen en el escenario de la historia mundial durante un breve período (durante el siglo VII a. C.), numerosos pueblos celtas y germánicos tienen entre sus tradiciones la de que descienden de los cimerios y escitas, y algunos de sus nombres étnicos parecen corroborar dicha creencia (por ejemplo Cymru, Cwmry o Cumbria, Cimbri). Es poco probable que tanto los protoceltas como los protogermanos hayan entrado a Europa tan tardíamente como el siglo VII a. C., ya que su conformación es comúnmente asociada con la cultura de los campos de urnas y la Edad de Bronce nórdica respectivamente. Es concebible, sin embargo, que una migración tracio-cimeria en pequeña escala (en términos de población) en el siglo VIII a. C. haya disparado cambios culturales que contribuyeron a la transformación de la cultura de los campos de urnas en la cultura de Hallstatt, introducida en la Edad de Hierro europea.